# John Wessel Harmensz Gansfort
 (décembre 2016).
Wessel Harmensz Gansfort (1419 - 4 octobre 1489) est un théologien et un des premiers humanistes des Pays-Bas du Nord. Il existe beaucoup de variations de son nom de famille. Il est parfois incorrectement appelé Johan ou John Wessel.
Wessel a été appelé réformateur avant la Réforme. Il proteste notamment contre le sentiment de paganisation de la papauté, les usages superstitieux et magiques des sacrements, l'autorité de la tradition ecclésiastique et la tendance de la théologie scolastique tardive à mettre davantage l'accent, dans une doctrine de la justification, sur le concours de la volonté humaine que sur l'œuvre du Christ pour le salut de l'homme.

## Biographie
Wessel est né à Groningue. Après une scolarité initiale à l'école latine locale de Saint-Martin, il est élève à l'école municipale de Zwolle, qui était étroitement liée aux Frères de la vie commune dans la maison de laquelle le jeune étudiant vivait. Il a développé des liens étroits avec le monastère du mont Saint-Agnès non loin de Zwolle, où Thomas a Kempis vivait alors.
Son biographe du XVIe siècle, Albertus Hardenberg, qui connaissait le fameux Goswinus van Halen, de Gansfort, écrit que Wessel a quitté directement Zwolle pour Cologne, peut-être même en 1449. À Cologne, il est resté à la Bursa Laurentiana, où il devint bientôt professeur. Il a obtenu le degré de magister artium en 1452, et se souvient avec une grande reconnaissance que c'est là qu'il a d'abord étudié Platon. Il a appris le grec de moines qui avaient été chassés de la Grèce, et l'hébreu de certains Juifs. Il s'intéressait particulièrement à la théologie spirituelle de Rupert von Deutz, et il parcourait les bibliothèques bénédictines locales pour des travaux liés à cette dévotion.

## Œuvre
L'intérêt pour les disputes entre les réalistes et les nominalistes de Paris l'a poussé à se rendre dans cette ville où il est resté seize ans en tant que savant et enseignant. Là, il finit par prendre le parti des nominalistes, poussé autant par ses tendances mystiques anti-ecclésiastiques que par une quelconque intuition métaphysique, car les nominalistes étaient alors le parti anti-pontifical. Un désir d'en savoir plus sur l'humanisme l'envoya à Rome où, en 1470, il devint l'ami intime des savants italiens et fut sous la protection des cardinaux Bessarion et Francesco della Rovere (général de l'ordre franciscain et ensuite pape Sixte IV). Il est dit que Sixte aurait volontiers fait de Wessel un évêque, mais qu'il n'avait aucun désir pour une carrière ecclésiastique. Il a préféré demander un Ancien Testament en hébreu. Il l'emporta d'ailleurs à Groningue, où il étudia le texte à haute voix pour le bien-être de ses compagnons de moines. Parmi les idées exégétiques que le texte hébreu lui a données :
- la Bible est la seule source et règle de foi et de pratique,
- Jésus est le seul Chef de l'Église,
- la justification est par la foi seulement,
- seuls, les véritables consacrés et eux tous sont des sacrificateurs de Dieu,
- le pain et le vin dans le souper du Seigneur symbolisent la nature humaine et la vie du Christ, Tête et Corps, abandonnées jusqu'à la mort pour le monde,
- une future épreuve attend les non-élus de l'humanité,
- l'espérance de l'Église est d'être cohéritière dans le Royaume avec Christ.

et aussi :
- l'idée que Dieu doit être traité comme Père et Mère (basé sur sa lecture du Psaume 25 : 6),
- une analyse que Exode 3 : 14, rendue en latin comme Ego sum qui sum, devrait être traduite comme Ero qui ero (minant ainsi une grande partie de la théologie scolastique dans laquelle Dieu est l'Être suprême); et,
- la compréhension basée sur sa lecture d'Ésaïe 8 : 3 que le Christ est venu non seulement pour sauver les êtres humains, mais aussi les animaux.

De Rome, Wessel revint à Paris et devint vite un célèbre professeur, réunissant autour de lui un groupe de jeunes étudiants enthousiastes, parmi lesquels Reuchlin. En 1475, il était à Bâle et, en 1476, à Heidelberg, enseignant la philosophie à l'université. À mesure que la vieillesse approchait, il eut en aversion les luttes théologiques de la scolastique et se détournait de cette discipline universitaire, non studia sacrarum literarum sed studiorum commixtae corruptiones. Après trente ans de vie universitaire, il retourne à Groningue, son pays natal, et passe le restant de sa vie en tant que directeur du couvent Olde, couvent de sœurs de l'Ordre des tertiaires mais aussi au couvent de Sainte-Agnès à Zwolle. Il fut accueilli comme l'érudit le plus renommé de son temps, et il était légendaire qu'il avait parcouru tous les pays, l'Égypte comme la Grèce, rassemblant partout les fruits de toutes les sciences. À ses amis, disciples et admirateurs, il a donné sa spiritualité rhétorique, un zèle pour l'enseignement supérieur et l'esprit de dévotion profond qui a caractérisé sa propre vie.
Il est mort le 4 octobre 1489, avec cette confession sur les lèvres : « Je ne connais que Jésus le crucifié ». Il a été enterré au milieu du chœur de l'église du couvent Olde, qui se trouvait sur ce qui est maintenant appelé le Rode Weeshuistraat mais à l'époque était connu comme le Straat van de Geestelijke Maagden, dont il avait été directeur.

## Évènements posthumes
Ses os ont été déterrés en 1862 en présence de la descendance de Wessel, membres de la famille américaine Gansevoort et transférés au Martinikerk où un mémorial a été érigé. En 1962, ses restes ont été à nouveau exhumés et emmenés au laboratoire d'anatomie de Groningue pour la recherche. En l'absence du chercheur principal, les os ont été mal identifiés comme des déchets anatomiques et détruits.

## Influence
Les fondateurs de l'université protestante de Groningue en 1614 considéraient Wessel Gansfort comme l'un de leurs prédécesseurs intellectuels, avec Rudolph Agricola (1444-85) et Regnerus Praedinius (1510-59). Les premières éditions des œuvres de Wessel (par exemple Zwolle 1522, Bâle 1523, Groningue 1614, Marburg 1617) sur leur page titre l'appellent la lumière apprise du monde (Lux mundi).

## Travaux

### Travaux individuels
Les principales œuvres de Wessel sont :
- De oratione et modo orandi
- Scala meditationis
- De causis incarnationis
- De dignitate et potestate ecclesiastica
- De providentia
- De causis et effectibus incarnationis et passionis
- De sacramente, poenitentiae
- Quae sent vera communio sanctorum
- De purgatorio
- De sacramento Eucharistiæ et audienda missa

Plusieurs de ses lettres nous sont parvenues. Quelques-uns de ses ouvrages auraient été brûlés par ses amis peu de temps après sa mort par crainte de l'inquisition ecclésiastique.

### Collections
Farrago rerum theologicarum est le titre d'une collection de ses écrits publiés à Zwolle, probablement en 1521 (réimprimé à Wittenberg, 1522, et Bâle, 1522, qui contient une préface de Luther). Martin Luther en 1521 a publié une collection d'écrits de Wessel qui avaient été conservés comme reliques par ses amis et a dit que si lui (Luther) n'avait rien écrit avant qu'il les lise, les gens pourraient bien penser qu'il avait volé toutes ses idées d'eux. McClintock et l'encyclopédie de Strong décrivent Wessel comme «le plus important parmi les hommes d'origine allemande qui a aidé à préparer la voie à la Réforme». La "Somme du Christianisme" est une traduction anglaise anonyme du Farrago.
Une édition complète de ses œuvres est apparue à Groningue en 1614, y compris une biographie du prédicateur protestant Albertus Risaeus, connu également sous le nom d'Albert Hardenberg.